# Körösfeketetó
Körösfeketetó (románul Negreni) falu Romániában, Erdélyben, Kolozs megyében, az azonos nevű község központja. Egyike annak a 14 településnek, amelyek a megyében GMO-mentes régiót alakítottak.

## Fekvése
Északon Szilágy megyével szomszédos, keleten Csucsa községgel, nyugaton Bihar megyével. A Sebes-Körös két partján fekszik és az E60-as európai út szeli át.

## Története
Körösfeketetó, Feketetó nevét 1406-ban említette először oklevél Fekethethow alakban.
1692-ben Fekete-Tó, 1808-ban Feketetó, 1828-ban opp. Fekete Tó, 1888-ban Feketetó, 1913-ban Körösfeketetó néven írták.
A trianoni békeszerződésig Bihar vármegye Élesdi járásához tartozott.

## Népesség
1880-ban 1701 lakosából 1585 román és 36 magyar volt.
1910-ben 2296 lakosából 67 fő magyar, 2210 román volt. A népességből 78 fő görögkatolikus, 27 református, 2147 görögkeleti ortodox volt.
1992-ben a nemzetiségi összetétel a következőképpen alakult: 1845 román, 1 magyar és 9 cigány.

## Látnivalók

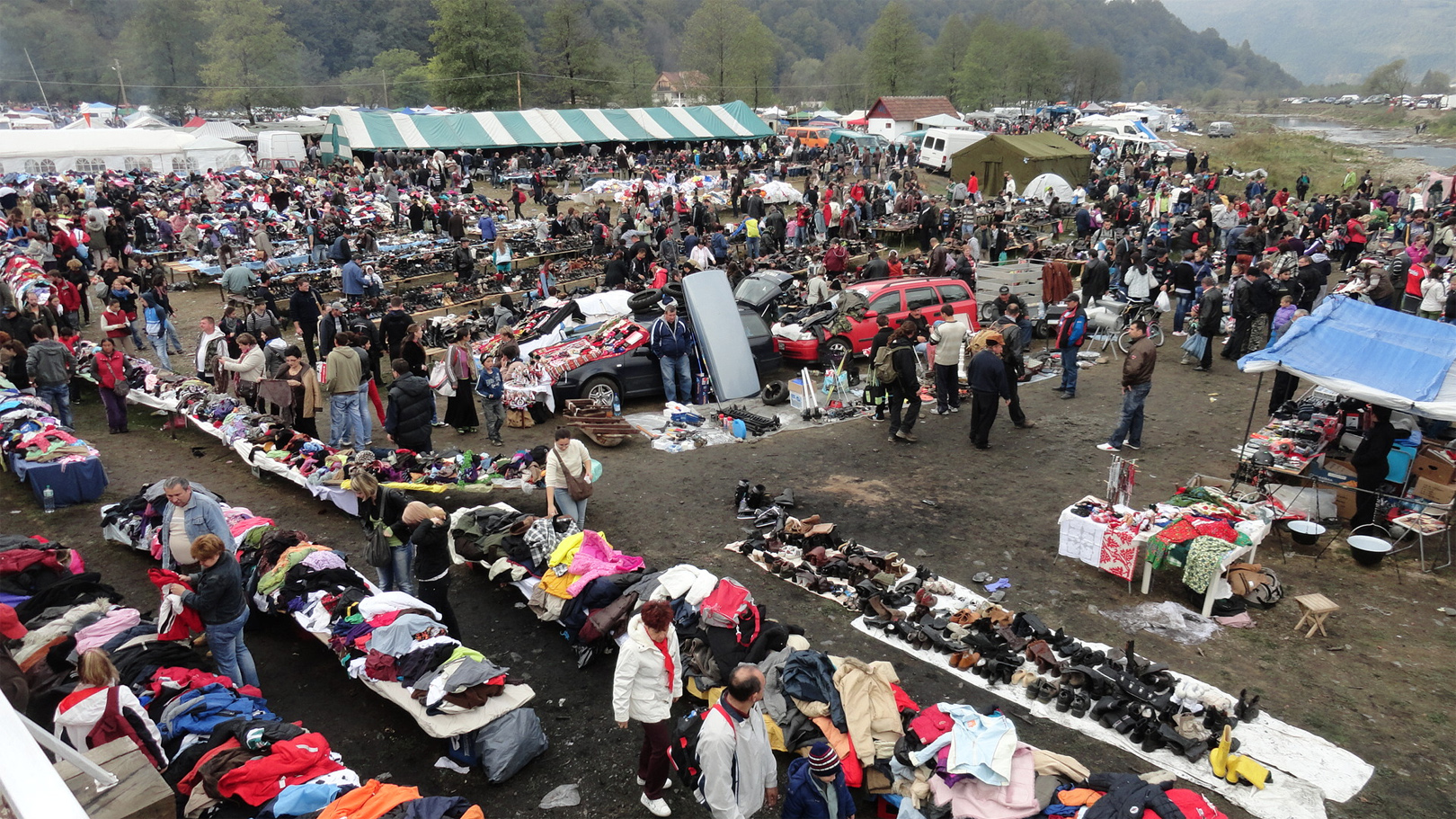
A feketetói vásár

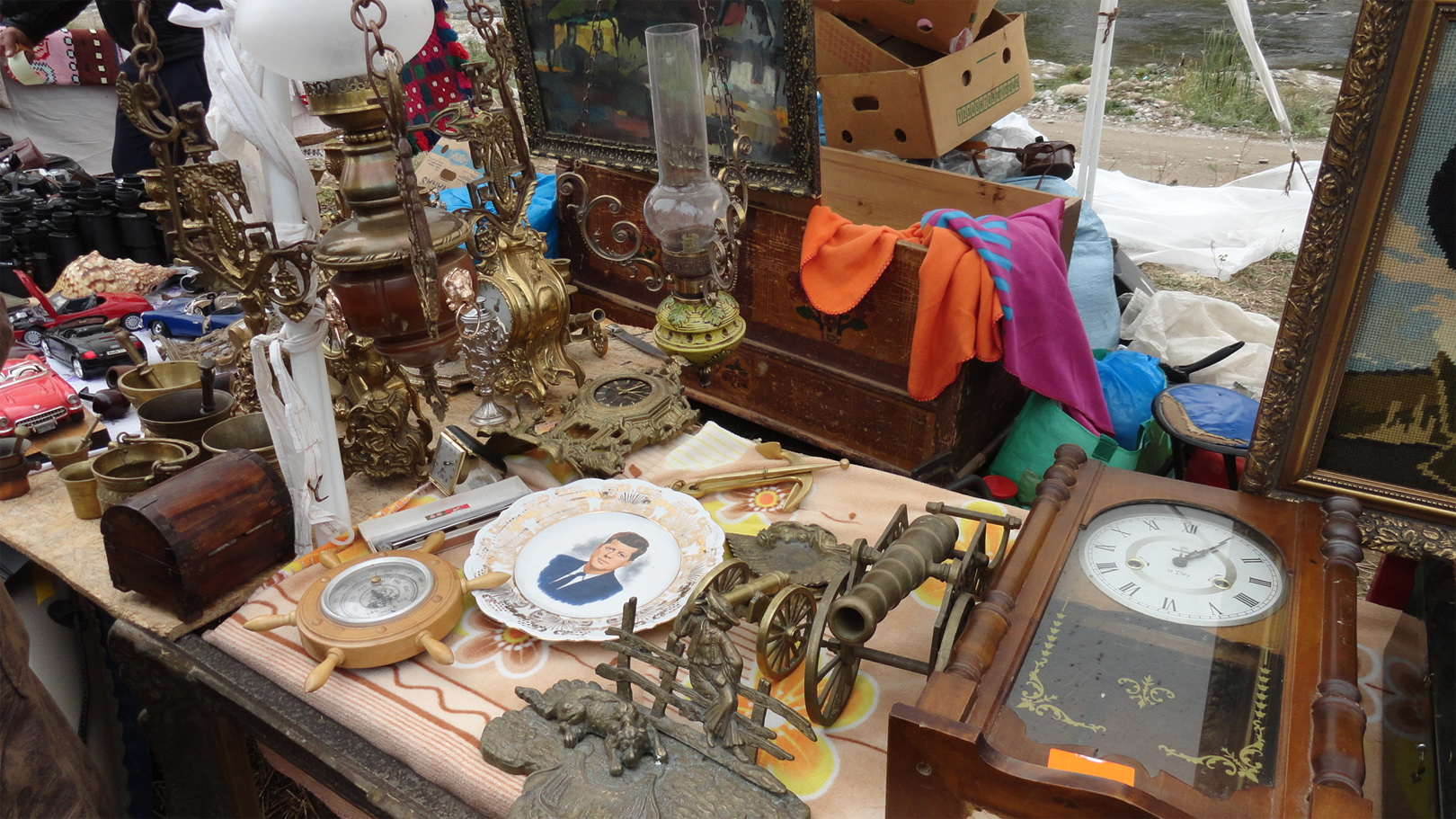
Régi tárgyak a feketetói vásárban

- Minden év október második hétvégéjén kirakodóvásárt tartanak. Az írásos dokumentumok szerint a község 1815-ben kapta meg az országos vásártartási engedélyt, de valószínűsíthető, hogy már korábban is tartottak itt vásárt.[4][5]